# Willem Adriaan de Looze

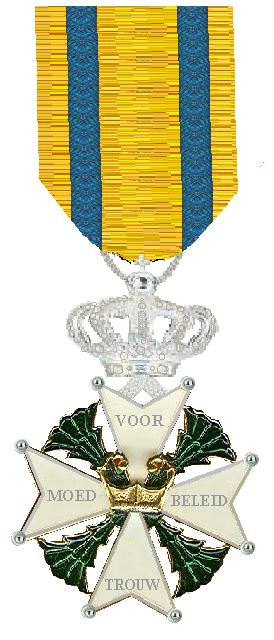
MWO.4

Willem Adriaan de Looze (Amsterdam, 26 februari 1916 - Wassenaar, 22 juni 2000) was beroepsmilitair.

## Oorlogsjaren
Voor de Tweede Wereldoorlog was De Looze luitenant-ter-zee der derde klasse (LTZ3). Op 16 augustus 1940 werd hij LTZ2.
Van 1941-1944 was hij commandant van verschillende motorkanonneerboten (MGB) of een motortorpedoboten (MTB), later van een Brits-Nederlandse flottielje. Hij deed ongeveer 170 patrouilles tegen vijandelijke mijnenvegers of convoierende treilers, dikwijls onder vijandelijk vuur. Hierbij werd tweemaal zijn boot in brand geschoten.
Op 17 april 1943 heeft hij, als divisiecommandant van twee motorkanonneerboten een Franse bemanning van een neergeschoten bommenwerper, die in een rubber bootje onder de kust van Boulogne dobberde, gered. 
In de nacht van 28 op 29 september 1943 werd MTB 433, waarop hij zich als commandant van MTB flottielje B bevond, door vijandelijk vuur geraakt. Een bemanningslid werd gedood en twee werden gewond. Toch zette hij de aanval door totdat de andere MTB's buiten gevaar waren. Daarna keerde hij naar de basis terug om de gewonden te laten verzorgen. 
In de nacht van 26 op 27 juli 1944 bracht hij door moedig optreden twee van de vijf vijandelijke schepen zodanige schade toe dat zij buiten gevecht gesteld waren.
Het eerder aan hem verleende Bronzen Kruis werd op 20 augustus 1948 ingetrokken bij zijn benoeming tot Ridder in de Militaire Willems-Orde.

## Onderscheiden
- Militaire Willems-Orde, Ridder 4de klasse, bij K.B. no. 35 van 20 augustus 1948
- Bronzen Kruis, ingetrokken K.B. no. 35 van 20 augustus 1948
- Orde van Oranje-Nassau (ON)
- Oorlogsherinneringskruis  (OHK.2)
- Onderscheidingsteken voor Langdurige Dienst als officier
- Distinguished Service Cross (DSC)
- Mentioned in Despatches (MID)

## Na de oorlog
De Looze bleef militair. Op 1 september 1948 werd hij bevorderd tot LTZ1. Op 1 juli 1963 werd hij Kapitein-ter-zee.
Zie ook de Lijst van personen onderscheiden met de Militaire Willems-Orde